# Campionati del mondo di atletica leggera 2019
I campionati del mondo di atletica leggera 2019 sono stati la 17ª edizione dei campionati del mondo di atletica leggera e si sono svolti a Doha, in Qatar, dal 27 settembre al 6 ottobre 2019. L'impianto che ha ospitato i campionati è stato lo Stadio Internazionale Khalifa, con capienza ridotta a 21 000 spettatori. Si tratta della prima edizione dei campionati svoltasi in autunno, nonché la più meridionale e la prima in un paese arabo.
Durante i campionati di Doha, il 30 settembre l'atleta tedesca Ariane Friedrich e l'italiana Antonietta Di Martino hanno ricevuto, a distanza di dieci anni, rispettivamente le medaglie d'argento e di bronzo del salto in alto dei campionati mondiali di Berlino 2009 in seguito alla squalifica per doping della russa Anna Čičerova, all'epoca classificatasi seconda.

## Candidatura
Le città candidate a ospitare l'evento erano tre: Barcellona (Spagna), Doha (Qatar) ed Eugene (Oregon, Stati Uniti d'America). La scelta finale, presa presso la sede della International Association of Athletics Federations nel Principato di Monaco il 18 novembre 2014, è ricaduta sulla capitale qatariota, con le seguenti votazioni:
| Città      | Paese       | Round #1 | Round #2 |
| ---------- | ----------- | -------- | -------- |
| Doha       | Qatar       | 12       | 15       |
| Eugene     | Stati Uniti | 9        | 12       |
| Barcellona | Spagna      | 6        | —        |

## Stadio
Le gare si sono disputate nello Stadio Internazionale Khalifa, ristrutturato nel 2005 e con una capacità di 50 000 spettatori, ma ridotta a 21 000 posti per l'occasione.

## Calendario
| Data                   | 27 set | 27 set | 28 set | 28 set | 29 set | 29 set | 30 set | 30 set | 1 ott | 1 ott | 2 ott | 2 ott | 3 ott | 3 ott | 4 ott | 4 ott | 5 ott | 5 ott | 6 ott | 6 ott |
| Evento                 |        |        |        |        |        |        |        |        |       |       |       |       |       |       |       |       |       |       |       |       |
| ---------------------- | ------ | ------ | ------ | ------ | ------ | ------ | ------ | ------ | ----- | ----- | ----- | ----- | ----- | ----- | ----- | ----- | ----- | ----- | ----- | ----- |
| 100 m                  |        | P B    |        | SF F   |        |        |        |        |       |       |       |       |       |       |       |       |       |       |       |       |
| 200 m                  |        |        |        |        |        | B      |        | SF     |       | F     |       |       |       |       |       |       |       |       |       |       |
| 400 m                  |        |        |        |        |        |        |        |        |       | B     |       | SF    |       |       |       | F     |       |       |       |       |
| 800 m                  |        |        |        | B      |        | SF     |        |        |       | F     |       |       |       |       |       |       |       |       |       |       |
| 1 500 m                |        |        |        |        |        |        |        |        |       |       |       |       |       | B     |       | SF    |       |       |       | F     |
| 5 000 m                |        | B      |        |        |        |        |        | F      |       |       |       |       |       |       |       |       |       |       |       |       |
| 10 000 m               |        |        |        |        |        |        |        |        |       |       |       |       |       |       |       |       |       |       |       | F     |
| Maratona               |        |        |        |        |        |        |        |        |       |       |       |       |       |       |       |       |       | F     |       |       |
| 110 m hs               |        |        |        |        |        |        |        | B      |       |       |       | SF F  |       |       |       |       |       |       |       |       |
| 400 m hs               |        | B      |        | SF     |        |        |        | F      |       |       |       |       |       |       |       |       |       |       |       |       |
| 3 000 m siepi          |        |        |        |        |        |        |        | B      |       |       |       |       |       |       |       | F     |       |       |       |       |
| Decathlon              |        |        |        |        |        |        |        |        |       |       |       | F     |       | F     |       |       |       |       |       |       |
| Salto in alto          |        |        |        |        |        |        |        | Q      |       |       |       |       |       |       |       | F     |       |       |       |       |
| Salto con l'asta       |        |        |        | Q      |        |        |        |        |       | F     |       |       |       |       |       |       |       |       |       |       |
| Salto in lungo         |        | Q      |        | F      |        |        |        |        |       |       |       |       |       |       |       |       |       |       |       |       |
| Salto triplo           |        | Q      |        |        |        | F      |        |        |       |       |       |       |       |       |       |       |       |       |       |       |
| Getto del peso         |        |        |        |        |        |        |        |        |       |       |       |       |       | Q     |       |       |       | F     |       |       |
| Lancio del disco       |        |        |        | Q      |        |        |        | F      |       |       |       |       |       |       |       |       |       |       |       |       |
| Lancio del martello    |        |        |        |        |        |        |        |        |       | Q     |       | F     |       |       |       |       |       |       |       |       |
| Lancio del giavellotto |        |        |        |        |        |        |        |        |       |       |       |       |       |       |       |       |       | Q     |       | F     |
| Marcia 20 km           |        |        |        |        |        |        |        |        |       |       |       |       |       |       |       | F     |       |       |       |       |
| Marcia 50 km           |        |        |        | F      |        |        |        |        |       |       |       |       |       |       |       |       |       |       |       |       |
| 4×100 m                |        |        |        |        |        |        |        |        |       |       |       |       |       |       |       | B     |       | F     |       |       |
| 4×400 m                |        |        |        |        |        |        |        |        |       |       |       |       |       |       |       |       |       | B     |       | F     |

| P | Batterie preliminari | B | Batterie | Q | Qualificazioni | SF | Semifinali | F | Finale |

| Data                   | 27 set | 27 set | 28 set | 28 set | 29 set | 29 set | 30 set | 30 set | 1 ott | 1 ott | 2 ott | 2 ott | 3 ott | 3 ott | 4 ott | 4 ott | 5 ott | 5 ott | 6 ott | 6 ott |
| Evento                 |        |        |        |        |        |        |        |        |       |       |       |       |       |       |       |       |       |       |       |       |
| ---------------------- | ------ | ------ | ------ | ------ | ------ | ------ | ------ | ------ | ----- | ----- | ----- | ----- | ----- | ----- | ----- | ----- | ----- | ----- | ----- | ----- |
| 100 m                  |        |        |        | B      |        | SF F   |        |        |       |       |       |       |       |       |       |       |       |       |       |       |
| 200 m                  |        |        |        |        |        |        |        | B      |       | SF    |       | F     |       |       |       |       |       |       |       |       |
| 400 m                  |        |        |        |        |        |        |        | B      |       | SF    |       |       |       | F     |       |       |       |       |       |       |
| 800 m                  |        | B      |        | SF     |        |        |        | F      |       |       |       |       |       |       |       |       |       |       |       |       |
| 1 500 m                |        |        |        |        |        |        |        |        |       |       |       | B     |       | SF    |       |       |       | F     |       |       |
| 5 000 m                |        |        |        |        |        |        |        |        |       |       |       | B     |       |       |       |       |       | F     |       |       |
| 10 000 m               |        |        |        | F      |        |        |        |        |       |       |       |       |       |       |       |       |       |       |       |       |
| Maratona               |        | F      |        |        |        |        |        |        |       |       |       |       |       |       |       |       |       |       |       |       |
| 100 m hs               |        |        |        |        |        |        |        |        |       |       |       |       |       |       |       |       |       | B     |       | SF F  |
| 400 m hs               |        |        |        |        |        |        |        |        |       | B     |       | SF    |       |       |       | F     |       |       |       |       |
| 3 000 m siepi          |        | B      |        |        |        |        |        | F      |       |       |       |       |       |       |       |       |       |       |       |       |
| Eptathlon              |        |        |        |        |        |        |        |        |       |       |       | F     |       | F     |       |       |       |       |       |       |
| Salto in alto          |        | Q      |        |        |        |        |        | F      |       |       |       |       |       |       |       |       |       |       |       |       |
| Salto con l'asta       |        | Q      |        |        |        | F      |        |        |       |       |       |       |       |       |       |       |       |       |       |       |
| Salto in lungo         |        |        |        |        |        |        |        |        |       |       |       |       |       |       |       |       |       | Q     |       | F     |
| Salto triplo           |        |        |        |        |        |        |        |        |       |       |       |       |       | Q     |       |       |       | F     |       |       |
| Getto del peso         |        |        |        |        |        |        |        |        |       |       |       | Q     |       | F     |       |       |       |       |       |       |
| Lancio del disco       |        |        |        |        |        |        |        |        |       |       |       | Q     |       |       |       | F     |       |       |       |       |
| Lancio del martello    |        | Q      |        | F      |        |        |        |        |       |       |       |       |       |       |       |       |       |       |       |       |
| Lancio del giavellotto |        |        |        |        |        |        |        | Q      |       | F     |       |       |       |       |       |       |       |       |       |       |
| Marcia 20 km           |        |        |        |        |        | F      |        |        |       |       |       |       |       |       |       |       |       |       |       |       |
| Marcia 50 km           |        |        |        | F      |        |        |        |        |       |       |       |       |       |       |       |       |       |       |       |       |
| 4×100 m                |        |        |        |        |        |        |        |        |       |       |       |       |       |       |       | B     |       | F     |       |       |
| 4×400 m                |        |        |        |        |        |        |        |        |       |       |       |       |       |       |       |       |       | B     |       | F     |

| P | Batterie preliminari | B | Batterie | Q | Qualificazioni | SF | Semifinali | F | Finale |

| Data    | 27 set | 27 set | 28 set | 28 set | 29 set | 29 set | 30 set | 30 set | 1 ott | 1 ott | 2 ott | 2 ott | 3 ott | 3 ott | 4 ott | 4 ott | 5 ott | 5 ott | 6 ott | 6 ott |
| Evento  |        |        |        |        |        |        |        |        |       |       |       |       |       |       |       |       |       |       |       |       |
| ------- | ------ | ------ | ------ | ------ | ------ | ------ | ------ | ------ | ----- | ----- | ----- | ----- | ----- | ----- | ----- | ----- | ----- | ----- | ----- | ----- |
| 4×400 m |        |        |        | B      |        | F      |        |        |       |       |       |       |       |       |       |       |       |       |       |       |

| P | Batterie preliminari | B | Batterie | Q | Qualificazioni | SF | Semifinali | F | Finale |

## Medagliati

### Uomini
| Specialità | Oro | Prestazione | Argento                                                                                | Prestazione | Bronzo                                                                                   | Prestazione |
| Corse piane | |             |                                                                                        |             |                                                                                          |             |
| 100 m (dettagli) | Christian Coleman                                                                                                   | 9"76        | Justin Gatlin                                                                          | 9"89        | Andre De Grasse                                                                          | 9"90        |
| 200 m (dettagli) | Noah Lyles | 19"83       | Andre De Grasse                                                                        | 19"95       | Álex Quiñónez                                                                            | 19"98       |
| 400 m (dettagli) | Steven Gardiner | 43"48       | Anthony Zambrano                                                                       | 44"15       | Fred Kerley                                                                              | 44"17       |
| 800 m (dettagli) | Donavan Brazier | 1'42"34     | Amel Tuka                                                                              | 1'43"47     | Ferguson Cheruiyot Rotich                                                                | 1'43"82     |
| 1 500 m (dettagli) | Timothy Cheruiyot                                                                                                   | 3'29"26     | Taoufik Makhloufi                                                                      | 3'31"38     | Marcin Lewandowski                                                                       | 3'31"46     |
| 5 000 m (dettagli) | Muktar Edris | 12'58"85    | Selemon Barega                                                                         | 12'59"70    | Mohammed Ahmed                                                                           | 13'01"11    |
| 10 000 m (dettagli) | Joshua Cheptegei | 26'48"36    | Yomif Kejelcha                                                                         | 26'49"34    | Rhonex Kipruto                                                                           | 26'50"32    |
| Corse a ostacoli | |             |                                                                                        |             |                                                                                          |             |
| 110 hs (dettagli) | Grant Holloway | 13"10       | Sergej Šubenkov                                                                        | 13"15       | Pascal Martinot-Lagarde                                                                  | 13"18       |
| 110 hs (dettagli) | Grant Holloway | 13"10       | Sergej Šubenkov                                                                        | 13"15       | Orlando Ortega                                                                           | 13"30       |
| 400 hs (dettagli) | Karsten Warholm | 47"42       | Rai Benjamin                                                                           | 47"66       | Abderrahman Samba                                                                        | 48"03       |
| 3 000 siepi (dettagli) | Conseslus Kipruto                                                                                                   | 8'01"35     | Lamecha Girma                                                                          | 8'01"36     | Soufiane el-Bakkali                                                                      | 8'03"76     |
| Prove su strada | |             |                                                                                        |             |                                                                                          |             |
| Maratona (dettagli) | Lelisa Desisa | 2h10'40"    | Mosinet Geremew                                                                        | 2h10'44"    | Amos Kipruto                                                                             | 2h10'51"    |
| Marcia 20 km (dettagli) | Toshikazu Yamanishi                                                                                                 | 1h26'34"    | Vasilij Mizinov                                                                        | 1h26'49"    | Perseus Karlström                                                                        | 1h27'00"    |
| Marcia 50 km (dettagli) | Yūsuke Suzuki | 4h04'20"    | João Vieira                                                                            | 4h04'59"    | Evan Dunfee                                                                              | 4h05'02"    |
| Salti | |             |                                                                                        |             |                                                                                          |             |
| Salto in alto (dettagli) | Mutaz Essa Barshim                                                                                                  | 2,37 m      | Michail Akimenko                                                                       | 2,35 m      | Il'ja Ivanjuk                                                                            | 2,35 m      |
| Salto con l'asta (dettagli) | Sam Kendricks | 5,97 m      | Armand Duplantis                                                                       | 5,97 m      | Piotr Lisek                                                                              | 5,87 m      |
| Salto in lungo (dettagli) | Tajay Gayle | 8,69 m      | Jeff Henderson                                                                         | 8,39 m      | Juan Miguel Echevarría                                                                   | 8,34 m      |
| Salto triplo (dettagli) | Christian Taylor | 17,92 m     | Will Claye                                                                             | 17,74 m     | Hugues Fabrice Zango                                                                     | 17,66 m     |
| Lanci | |             |                                                                                        |             |                                                                                          |             |
| Getto del peso (dettagli) | Joe Kovacs | 22,91 m     | Ryan Crouser                                                                           | 22,90 m     | Tomas Walsh                                                                              | 22,90 m     |
| Lancio del disco (dettagli) | Daniel Ståhl | 67,59 m     | Fedrick Dacres                                                                         | 66,94 m     | Lukas Weißhaidinger                                                                      | 66,82 m     |
| Lancio del martello (dettagli) | Paweł Fajdek | 80,50 m     | Quentin Bigot                                                                          | 78,19 m     | Bence Halász                                                                             | 78,18 m     |
| Lancio del martello (dettagli) | Paweł Fajdek | 80,50 m     | Quentin Bigot                                                                          | 78,19 m     | Wojciech Nowicki                                                                         | 77,69 m     |
| Lancio del giavellotto (dettagli) | Anderson Peters | 86,89 m     | Magnus Kirt                                                                            | 86,21 m     | Johannes Vetter                                                                          | 85,37 m     |
| Prove multiple | |             |                                                                                        |             |                                                                                          |             |
| Decathlon (dettagli) | Niklas Kaul | 8691 p.     | Maicel Uibo                                                                            | 8604 p.     | Damian Warner                                                                            | 8529 p.     |
| Staffette | |             |                                                                                        |             |                                                                                          |             |
| Staffetta 4×100 m (dettagli) | Stati Uniti Christian Coleman Justin Gatlin Mike Rodgers Noah Lyles Cravon Gillespie*                               | 37"10       | Gran Bretagna Adam Gemili Zharnel Hughes Richard Kilty Nethaneel Mitchell-Blake        | 37"36       | Giappone Shuhei Tada Kirara Shiraishi Yoshihide Kiryū Abdul Hakim Sani Brown Yuki Koike* | 37"43       |
| Staffetta 4×400 m (dettagli) | Stati Uniti Fred Kerley Michael Cherry Wilbert London Rai Benjamin Tyrell Richard* Vernon Norwood* Nathan Strother* | 2'56"69     | Giamaica Akeem Bloomfield Nathon Allen Terry Ricardo Thomas Demish Gaye Javon Francis* | 2'57"90     | Belgio Jonathan Sacoor Robin Vanderbemden Dylan Borlée Kévin Borlée Julien Watrin*       | 2'58"78     |
| record mondiale; record mondiale stagionale; record africano; record asiatico; record europeo; record nord-centroamericano e caraibico; record sudamericano; record oceaniano; record dei campionati; record nazionale; record personale; record personale stagionale. | |             |                                                                                        |             |                                                                                          |             |

### Donne
| Specialità | Oro | Prestazione | Argento | Prestazione | Bronzo                                                                                          | Prestazione |
| Corse piane | |             | |             |                                                                                                 |             |
| 100 m (dettagli) | Shelly-Ann Fraser-Pryce | 10"71       | Dina Asher-Smith | 10"83       | Marie-Josée Ta Lou                                                                              | 10"90       |
| 200 m (dettagli) | Dina Asher-Smith | 21"88       | Brittany Brown | 22"22       | Mujinga Kambundji                                                                               | 22"51       |
| 400 m (dettagli) | Salwa Eid Naser | 48"14       | Shaunae Miller-Uibo                                                                                                  | 48"37       | Shericka Jackson                                                                                | 49"47       |
| 800 m (dettagli) | Halimah Nakaayi | 1'58"04     | Raevyn Rogers | 1'58"18     | Ajeé Wilson                                                                                     | 1'58"84     |
| 1 500 m (dettagli) | Sifan Hassan | 3'51"96     | Faith Kipyegon | 3'54"22     | Gudaf Tsegay                                                                                    | 3'54"38     |
| 5 000 m (dettagli) | Hellen Obiri | 14'26"72    | Margaret Kipkemboi                                                                                                   | 14'27"49    | Konstanze Klosterhalfen                                                                         | 14'28"43    |
| 10 000 m (dettagli) | Sifan Hassan | 30'17"62    | Letesenbet Gidey | 30'21"23    | Agnes Tirop                                                                                     | 30'25"20    |
| Corse a ostacoli | |             | |             |                                                                                                 |             |
| 100 hs (dettagli) | Nia Ali | 12"34       | Kendra Harrison | 12"46       | Danielle Williams                                                                               | 12"47       |
| 400 hs (dettagli) | Dalilah Muhammad | 52"16       | Sydney McLaughlin | 52"23       | Rushell Clayton                                                                                 | 53"74       |
| 3 000 siepi (dettagli) | Beatrice Chepkoech | 8'57"84     | Emma Coburn | 9'02"35     | Gesa Felicitas Krause                                                                           | 9'03"30     |
| Prove su strada | |             | |             |                                                                                                 |             |
| Maratona (dettagli) | Ruth Chepngetich | 2h32'43"    | Rose Chelimo | 2h33'46"    | Helalia Johannes                                                                                | 2h34'15"    |
| Marcia 20 km (dettagli) | Liu Hong | 1h32'53"    | Qieyang Shenjie | 1h33'10"    | Yang Liujing                                                                                    | 1h33'17"    |
| Marcia 50 km (dettagli) | Liang Rui | 4h23'26"    | Li Maocuo | 4h26'40"    | Eleonora Giorgi                                                                                 | 4h29'13"    |
| Salti | |             | |             |                                                                                                 |             |
| Salto in alto (dettagli) | Marija Lasickene | 2,04 m      | Jaroslava Mahučich                                                                                                   | 2,04 m      | Vashti Cunningham                                                                               | 2,00 m      |
| Salto con l'asta (dettagli) | Anželika Sidorova | 4,95 m      | Sandi Morris | 4,90 m      | Aikaterinī Stefanidī                                                                            | 4,85 m      |
| Salto in lungo (dettagli) | Malaika Mihambo | 7,30 m      | Maryna Bech-Romančuk                                                                                                 | 6,92        | Ese Brume                                                                                       | 6,91 m      |
| Salto triplo (dettagli) | Yulimar Rojas | 15,37 m     | Shanieka Ricketts | 14,92 m     | Caterine Ibargüen                                                                               | 14,73 m     |
| Lanci | |             | |             |                                                                                                 |             |
| Getto del peso (dettagli) | Gong Lijiao | 19,55 m     | Danniel Thomas-Dodd                                                                                                  | 19,47 m     | Christina Schwanitz                                                                             | 19,17 m     |
| Lancio del disco (dettagli) | Yaimé Pérez | 69,17 m     | Denia Caballero | 68,44 m     | Sandra Perković                                                                                 | 66,72 m     |
| Lancio del martello (dettagli) | DeAnna Price | 77,54 m     | Joanna Fiodorow | 76,35 m     | Wang Zheng                                                                                      | 74,76 m     |
| Lancio del giavellotto (dettagli) | Kelsey-Lee Barber | 66,56 m     | Liu Shiying | 65,88 m     | Lü Huihui                                                                                       | 65,49 m     |
| Prove multiple | |             | |             |                                                                                                 |             |
| Eptathlon (dettagli) | Katarina Johnson-Thompson | 6981 p.     | Nafissatou Thiam | 6677 p.     | Verena Preiner                                                                                  | 6560 p.     |
| Staffette | |             | |             |                                                                                                 |             |
| Staffetta 4×100 m (dettagli) | Giamaica Natalliah Whyte Shelly-Ann Fraser-Pryce Jonielle Smith Shericka Jackson Natasha Morrison*                                            | 41"44       | Gran Bretagna Asha Philip Dina Asher-Smith Ashleigh Nelson Daryll Neita Imani Lansiquot*                             | 41"85       | Stati Uniti Dezerea Bryant Teahna Daniels Morolake Akinosun Kiara Parker                        | 42"10       |
| Staffetta 4×400 m (dettagli) | Stati Uniti Phyllis Francis Sydney McLaughlin Dalilah Muhammad Wadeline Jonathas Jessica Beard* Allyson Felix* Kendall Ellis* Courtney Okolo* | 3'18"92     | Polonia Iga Baumgart-Witan Patrycja Wyciszkiewicz Małgorzata Hołub-Kowalik Justyna Święty-Ersetic Anna Kiełbasińska* | 3'21"89     | Giamaica Anastasia Le-Roy Tiffany James Stephenie McPherson Shericka Jackson Roneisha McGregor* | 3'22"37     |
| record mondiale; record mondiale stagionale; record africano; record asiatico; record europeo; record nord-centroamericano e caraibico; record sudamericano; record oceaniano; record dei campionati; record nazionale; record personale; record personale stagionale. | |             | |             |                                                                                                 |             |

### Misti
| Specialità | Oro | Prestazione | Argento                                                                              | Prestazione | Bronzo                                                                    | Prestazione |
| Staffetta 4×400 m (dettagli) | Stati Uniti Wilbert London Allyson Felix Courtney Okolo Michael Cherry Tyrell Richard* Jessica Beard* Jasmine Blocker* Obi Igbokwe* | 3'09"34     | Giamaica Nathon Allen Roneisha McGregor Tiffany James Javon Francis Janieve Russell* | 3'11"78     | Bahrein Musa Isah Aminat Yusuf Jamal Salwa Eid Naser Abbas Abubakar Abbas | 3'11"82     |
| record mondiale; record mondiale stagionale; record africano; record asiatico; record europeo; record nord-centroamericano e caraibico; record sudamericano; record oceaniano; record dei campionati; record nazionale; record personale; record personale stagionale. | |             |                                                                                      |             |                                                                           |             |

## Medagliere
| Posizione | Paese                       | Oro | Argento | Bronzo | Totale |
| --------- | --------------------------- | --- | ------- | ------ | ------ |
| 1         | Stati Uniti                 | 14  | 11      | 4      | 29     |
| 2         | Kenya                       | 5   | 2       | 4      | 11     |
| 3         | Giamaica                    | 3   | 5       | 4      | 12     |
| 4         | Cina                        | 3   | 3       | 3      | 9      |
| 5         | Etiopia                     | 2   | 5       | 1      | 8      |
| 5         | Atleti Neutrali Autorizzati | 2   | 3       | 1      | 6      |
| 6         | Gran Bretagna               | 2   | 3       | 0      | 5      |
| 7         | Germania                    | 2   | 0       | 4      | 6      |
| 8         | Giappone                    | 2   | 0       | 1      | 3      |
| 9         | Paesi Bassi                 | 2   | 0       | 0      | 2      |
| 9         | Uganda                      | 2   | 0       | 0      | 2      |
| 11        | Polonia                     | 1   | 2       | 3      | 6      |
| 12        | Bahrein                     | 1   | 1       | 1      | 3      |
| 12        | Cuba                        | 1   | 1       | 1      | 3      |
| 12        | Svezia                      | 1   | 1       | 1      | 3      |
| 15        | Bahamas                     | 1   | 1       | 0      | 2      |
| 16        | Qatar                       | 1   | 0       | 1      | 2      |
| 17        | Australia                   | 1   | 0       | 0      | 0      |
| 17        | Grenada                     | 1   | 0       | 0      | 0      |
| 17        | Norvegia                    | 1   | 0       | 0      | 0      |
| 17        | Venezuela                   | 1   | 0       | 0      | 0      |
| 21        | Estonia                     | 0   | 2       | 0      | 2      |
| 21        | Ucraina                     | 0   | 2       | 0      | 2      |
| 23        | Canada                      | 0   | 1       | 4      | 5      |
| 24        | Belgio                      | 0   | 1       | 1      | 2      |
| 24        | Colombia                    | 0   | 1       | 1      | 2      |
| 24        | Francia                     | 0   | 1       | 1      | 2      |
| 27        | Algeria                     | 0   | 1       | 0      | 1      |
| 27        | Bosnia ed Erzegovina        | 0   | 1       | 0      | 1      |
| 27        | Portogallo                  | 0   | 1       | 0      | 1      |
| 30        | Austria                     | 0   | 0       | 2      | 2      |
| 31        | Burkina Faso                | 0   | 0       | 1      | 1      |
| 31        | Costa d'Avorio              | 0   | 0       | 1      | 1      |
| 31        | Croazia                     | 0   | 0       | 1      | 1      |
| 31        | Ecuador                     | 0   | 0       | 1      | 1      |
| 31        | Grecia                      | 0   | 0       | 1      | 1      |
| 31        | Ungheria                    | 0   | 0       | 1      | 1      |
| 31        | Italia                      | 0   | 0       | 1      | 1      |
| 31        | Marocco                     | 0   | 0       | 1      | 1      |
| 31        | Namibia                     | 0   | 0       | 1      | 1      |
| 31        | Nigeria                     | 0   | 0       | 1      | 1      |
| 31        | Nuova Zelanda               | 0   | 0       | 1      | 1      |
| 31        | Spagna                      | 0   | 0       | 1      | 1      |
| 31        | Svizzera                    | 0   | 0       | 1      | 1      |
| Totale    | Totale                      | 49  | 49      | 51     | 149    |